# ストリーミング、CD、レコード
『ストリーミング、CD、レコード』は、日本のバンド・ゲスの極み乙女。の5枚目のスタジオ・アルバム。デジタル配信は、2020年5月1日発売。パッケージとしては、2020年6月17日に発売。

## 背景
- 前作『好きなら問わない』より約1年10ヶ月ぶりとなるフルアルバム。
- 当初は2019年12月3日に行われたライブ『東阪ONEMAN TOUR 2019「変人大集合」』にて2020年4月発売とアナウンスされていたが[3]、2020年4月16日に同年5月1日に全曲を先行配信する事が公式Twitterにて発表された。また発表された翌日には収録曲である『人生の針』の先行配信が開始された[4]。
- その後、同年5月2日にアルバムの配信開始を記念して行われた生配信企画にて、同年6月17日にCDの代わりにpatisserie KIHACHI特製のCDサイズバームクーヘンを封入した『賞味期限付きアルバム』（ストリーミング）、CDに加え昨年に行われた『東阪ONEMAN TOUR 2019「変人大集合」』の大阪公演の模様を全曲収録したBlu-rayもしくはDVDが付属した『Deluxe Edition』（CD）、さらにバンド初のアナログ盤（レコード）をそれぞれ発売することを発表した[5]。
- 2020年7月14日、ストリーミングサービスで海外からのリスナーが増えていることを受け、収録曲である「人生の針」「私以外も私」「綺麗になってシティーポップを歌おう」の英語詞カバーを収めたリリックビデオ3曲がYouTubeにて公開された。カバーボーカルを担当したのは女性シンガー、Sincere Tanya[6]。

## 収録曲
| 全作詞・作曲: 川谷絵音。 |                                        |          |            |      |
| #                        | タイトル                               | 作詞     | 作曲・編曲 | 時間 |
| 1.                       | 「人生の針」                           | 川谷絵音 | 川谷絵音   | 4:06 |
| 2.                       | 「私以外も私」                         | 川谷絵音 | 川谷絵音   | 3:56 |
| 3.                       | 「秘めない私」                         | 川谷絵音 | 川谷絵音   | 3:50 |
| 4.                       | 「綺麗になってシティーポップを歌おう」 | 川谷絵音 | 川谷絵音   | 3:50 |
| 5.                       | 「哀愁感ゾンビ」                       | 川谷絵音 | 川谷絵音   | 3:00 |
| 6.                       | 「ドグマン」                           | 川谷絵音 | 川谷絵音   | 3:58 |
| 7.                       | 「問いかけはいつもためらうためにある」 | 川谷絵音 | 川谷絵音   | 3:08 |
| 8.                       | 「蜜と遠吠え」                         | 川谷絵音 | 川谷絵音   | 3:55 |
| 9.                       | 「透明な嵐」                           | 川谷絵音 | 川谷絵音   | 3:49 |
| 10.                      | 「フランチャイズおばあちゃん」         | 川谷絵音 | 川谷絵音   | 3:44 |
| 11.                      | 「キラーボールをもう一度」             | 川谷絵音 | 川谷絵音   | 3:47 |
| 12.                      | 「マルカ」                             | 川谷絵音 | 川谷絵音   | 4:02 |
| 合計時間:                | 合計時間:                              | 45:03    |            |      |

## タイアップ
| 曲名       | タイアップ                                                               |
| ---------- | ------------------------------------------------------------------------ |
| ドグマン   | 読売テレビ・日本テレビ系連続ドラマ『ブラックスキャンダル』主題歌         |
| 秘めない私 | AVIOT・Bluetoothイヤホン『TE-D01g』CMソング                              |
| 蜜と遠吠え | スマートフォン向けゲームアプリ『テイルズ オブ クレストリア』テーマソング |
| マルカ     | AVIOT・Bluetoothイヤホン『TE-D01gv』CMソング                             |